# Нова Криваја
Нова Криваја је насељено место у општини Ђуловац (до 1991. Миоковићево), у западној Славонији, Република Хрватска.

## Историја
До територијалне реорганизације у Хрватској насеље се налазило у саставу бивше велике општине Дарувар.

## Становништво
По попису из 2011. године насеље је имало 70 становника.
| Националност       | 1991.        | 1981.        | 1971.        | 1961.        |
| Срби               | 146 (96,68%) | 146 (76,84%) | 218 (93,96%) | 288 (97,29%) |
| Хрвати             | 2 (1,32%)    | 8 (4,21%)    | 12 (5,17%)   | 6 (2,02%)    |
| Југословени        | 1 (0,66%)    | 30 (15,78%)  | 1 (0,43%)    | 0            |
| остали и непознато | 2 (1,32%)    | 6 (3,15%)    | 1 (0,43%)    | 2 (0,67%)    |
| Укупно             | 151          | 190          | 232          | 296          |